# Hydraena evanescens
Hydraena evanescens är en skalbaggsart som beskrevs av Claudius Rey 1884. Hydraena evanescens ingår i släktet Hydraena och familjen vattenbrynsbaggar. Inga underarter finns listade i Catalogue of Life.